# شهرستان فری (واشینگتن)
شهرستان فری، واشینگتن (به انگلیسی: Ferry County, Washington) یک شهرستان در ایالات متحده آمریکا است که در ایالت واشینگتن واقع شده‌است.

## خصوصیات
شهرستان فری ۵٬۸۴۵٫۶۴ کیلومترمربع مساحت دارد.